# Embaixada do Brasil em Damasco
A Embaixada do Brasil em Damasco é a missão diplomática brasileira da Síria. A missão diplomática se encontra no endereço, Al-Farabi Street Mezzeh, 39 - East Villat Damascus, Damasco, Síria.
| Início do mandato       | Embaixador                                | Nota                                               | nomeado pelo governo:                | credenciada para o Governo: | Fim do mandato         |
| ----------------------- | ----------------------------------------- | -------------------------------------------------- | ------------------------------------ | --------------------------- | ---------------------- |
| 6 de maio de 1952       | Mário Santos                              | Enviado Extraordinário e Ministro plenipotenciário | Getúlio Vargas                       | Fawzi Selu                  | 31 de outubro de 1957  |
| 1957                    | Luiz Augusto Pereira Souto Maior          | Encarregado de negócios                            | Juscelino Kubitschek                 | Schukri al-Quwatli          | 1958                   |
| 1958                    | Jorge Kirchhofer Cabral                   | Encarregado de negócios                            | Juscelino Kubitschek                 | Schukri al-Quwatli          | 1961                   |
| 1961                    | Roberto Barthel Rosa                      | Encarregado de negócios                            | Jânio Quadros                        | Maamun al-Kuzbari           | 1962                   |
| 1962                    | Ceiris de Oliveire Correia                | Encarregado de negócios                            | Jânio Quadros                        | Nazim al-Qudsi              |                        |
| 26 de fevereiro de 1963 | Nestor Souto de Oliveira                  | Geral                                              | Jânio Quadros                        | Louai al-Atassi             | 11 de agosto de 1964   |
| 1964                    | Mozart Janot Júnior                       | Encarregado de negócios                            | Pascoal Ranieri Mazzilli             | Amin al-Hafiz               |                        |
| 1964                    | Murilo de Miranda Bastos Jr.              | Encarregado de negócios                            | Pascoal Ranieri Mazzilli             | Amin al-Hafiz               | 1965                   |
| 28 de janeiro de 1965   | Altamir de Moura                          |                                                    | Humberto Castelo Branco              | Amin al-Hafiz               | 14 de novembro de 1968 |
| 1968                    | Mauricio Carneiro Magnavita               | Encarregado de negócios                            | Artur da Costa e Silva               | Nureddin Mustafa al-Atassi  | 1969                   |
| 21 de janeiro de 1969   | Roberto Luiz Assumpção de Araújo          |                                                    | Aurélio de Lira Tavares              | Nureddin Mustafa al-Atassi  | 5 de setembro de 1972  |
| 1972                    | Paulo Renato Costa Rodrigues Rocha Santos | Encarregado de negócios                            | Aurélio de Lira Tavares              | Hafez al-Assad              | 1973                   |
| 1974                    | Victor José Silveira                      |                                                    | Ernesto Geisel                       | Hafez al-Assad              | 8 de junho de 1975     |
| 9 de junho de 1975      | Paulo Renato Costa Rodrigues Rocha Santos | Encarregado de negócios                            | Ernesto Geisel                       | Hafez al-Assad              | 4 de novembro de 1975  |
| 5 de novembro de 1975   | Victor José Silveira                      |                                                    | Ernesto Geisel                       | Hafez al-Assad              | 1981                   |
| 1983                    | Antonio Amaral de Sampaio                 |                                                    | João Baptista de Oliveira Figueiredo | Hafez al-Assad              | 1985                   |
| 1998                    | Guilherme Fausto da Cunha Bastos          |                                                    | Fernando Henrique Cardoso            | Hafez al-Assad              | 2001                   |
| 2006                    | Anuar Nahes                               | Encarregado de negócios                            | Luiz Inácio Lula da Silva            | Bashar al-Assad             |                        |
| 2012                    | Edgard Antonio Casciano                   | [ 2 ]                                              | Dilma Rousseff                       | Bashar al-Assad             |                        |
| 2018                    | Fabio Vaz Pitaluga                        | [ 3 ]                                              |                                      |                             |                        |
| 2022                    | André Luiz Azevedo dos Santos             | [ 1 ]                                              | Jair Bolsonaro                       | Bashar al-Assad             |                        |